# Salma al-Majidi
Salma al-Majidi (en arabe : سلمى المجيدي), née en 1990 à Omdourman (Soudan), est la première femme à entraîner des équipes masculines de football dans le monde arabe. Depuis 2021, elle entraîne la première équipe nationale féminine de football du Soudan.

## Biographie
Salma al-Majidi, à 27 ans, est en 2018 d'après la FIFA la première femme à entraîner des hommes dans le monde arabe,,, alors que depuis 1983, la loi islamique interdit le football féminin au Soudan.
Petite, elle accompagnait son frère sur les terrains et suivait ses séances d'entraînement, notant et apprenant les conseils de l'entraîneur,. 
Elle est devenue entraîneuse de football car les femmes soudanaises n'avaient pas le droit de jouer au football. Comme les équipes féminines n'existaient pas, elle est devenue entraineuse d'équipes masculines, avec lesquelles elle a enchainé les victoires,. Elle entraîne d'abord les moins de 13 ans puis les moins de 16 ans du club Al-Hilal, à Omdourman, la plus grande ville du pays. Elle se forme, passe des diplômes et devient l'entraîneuse des clubs masculins de deuxième ligue Al-Sasr, Al-Mourada, Al-Nahda et Nile Halfa,, ces deux derniers clubs terminant premiers de leurs championnats locaux. En 2018, elle devient officiellement la première entraîneuse d’une équipe de football masculine à Al-Gadaref (à l’est de Khartoum).
C'est seulement après la révolution de 2019 au Soudan, que le premier tournoi de football féminin est organisé.
À la tête de l'équipe nationale féminine de football du Soudan, créée en 2021, elle prépare le championnat féminin du CECAFA (Championnat d’Afrique de l’Est et du Centre) 2022 avec ses joueuses.
En 2015, elle fait partie des 100 femmes qui inspirent de la BBC,.